# Вэлени (Васлуй)
Вэлени (рум. Văleni) — коммуна в составе жудеца Васлуй (Румыния).

## Состав
В состав коммуны входят следующие населённые пункты (данные о населении за 2002 год):
- Вэлени (рум. Văleni) — 3249 жителей
- Моара Доменяскэ (рум. Moara Domnească) — 1391 житель

## География
Коммуна расположена в 287 км к северо-востоку от Бухареста, 12 км к северу от Васлуя, 47 км к югу от  Ясс, 148 км к северу от Галаца.

## Население
По данным переписи населения 2002 года в коммуне проживали 6771 человек.

### Национальный состав
| Национальность | Кол-во человек | Процент |
| -------------- | -------------- | ------- |
| Румыны         | 6770           | > 99,9% |
| Украинцы       | 1              | < 0,1%  |

### Родной язык
| Язык       | Кол-во человек | Процент |
| ---------- | -------------- | ------- |
| Румынский  | 6770           | > 99,9% |
| Украинский | 1              | < 0,1%  |

### Вероисповедание
| Вероисповедание | Кол-во человек | Процент |
| --------------- | -------------- | ------- |
| Православные    | 6751           | 99,7%   |
| Старообядцы     | 8              | 0,1%    |
| Пятидесятники   | 7              | 0,1%    |
| Римо-католики   | 3              | < 0,1%  |
| Баптисты        | 1              | < 0,1%  |
| Мусульмане      | 1              | < 0,1%  |

## Политика
По результатам местных выборов 2016 года, местный совет коммуны состоит из 15 депутатов следующих партий:
| Партия                          | Количество депутатов |
| ------------------------------- | -------------------- |
| Альянс либералов и демократов   | 6                    |
| Национальная либеральная партия | 4                    |
| Социал-демократическая партия   | 4                    |
| Независимые кандидаты           | 1                    |